# FC Gold Pride
FC Gold Pride was een Amerikaanse voetbalclub die uitkwam op het hoogste niveau voor vrouwenvoetbal in Amerika, de Women's Professional Soccer. In 2010 ging de club failliet wegens het niet kunnen vinden van investeerders.